# Hypomma cornutum
Hypomma cornutum là một loài nhện trong họ Linyphiidae.
Loài này thuộc chi Hypomma. Hypomma aemonicum được miêu tả năm 1883 bởi Blackwall.
Con cái dài từ 2,2-2,9 mm, con đực dài từ 1,9-2,3 mm. Loài này sinh sống ở miền Cổ bắc.